# 유림 (악망희후)
유림(劉林, ? ~ ?)은 전한의 제후로, 교동대왕의 손자이다.

## 행적
아버지 유광의 뒤를 이어 악망후(樂望侯)에 봉해졌다.
시호를 희(釐)라 하였고, 아들 유기가 작위를 이었다.

## 출전
- 반고, 《한서》 권15하 왕자후표 下

| 전임 아버지 악망효후 유광 | 전한의 악망후 ? ~ ? | 후임 아들 유기 |